# L'Ametlla de Mar
 (mars 2018).
Si vous disposez d'ouvrages ou d'articles de référence ou si vous connaissez des sites web de qualité traitant du thème abordé ici, merci de compléter l'article en donnant les références utiles à sa vérifiabilité et en les liant à la section « Notes et références ».

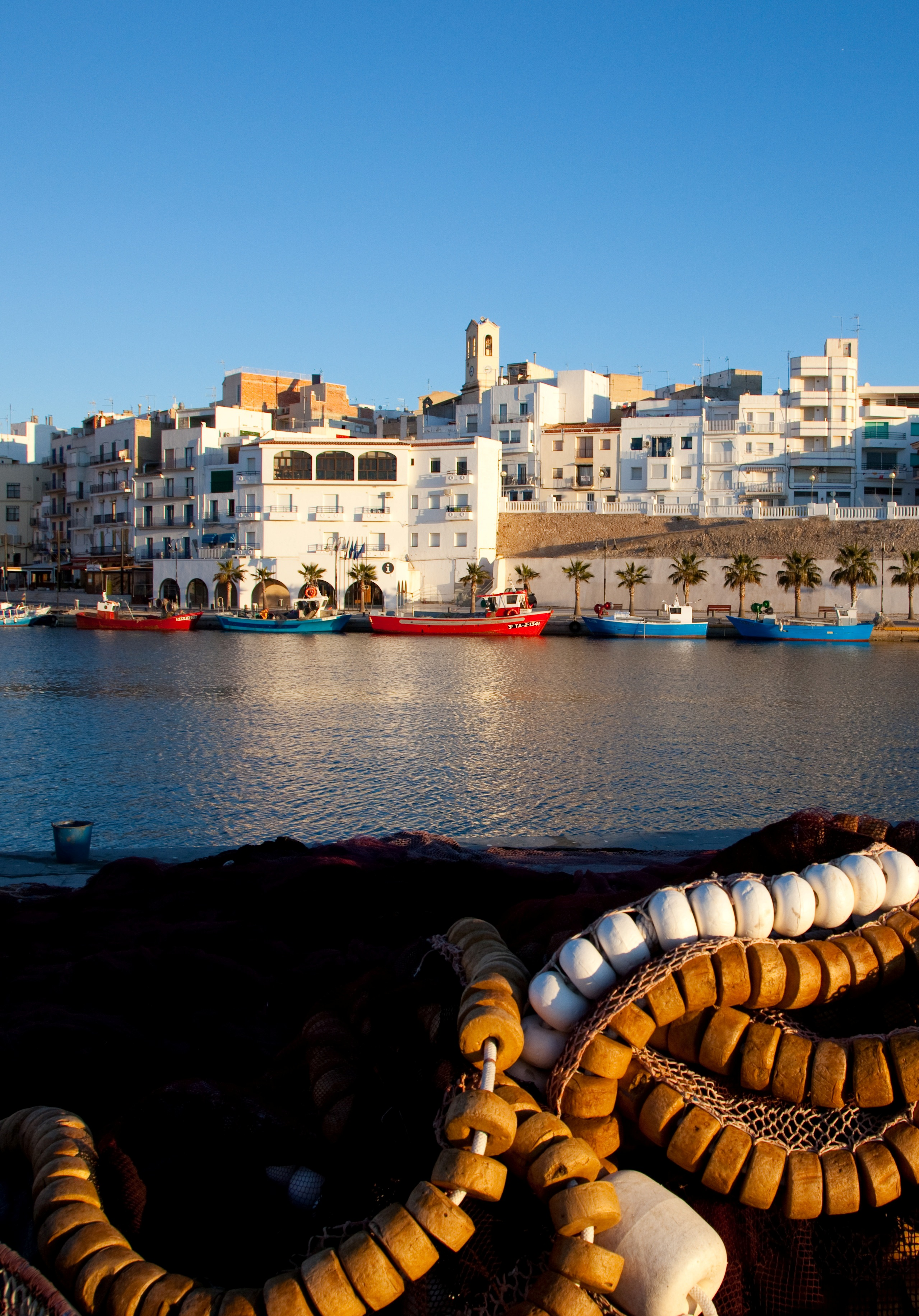
Port de pêche de l'Ametlla de Mar.

L'Ametlla de Mar est une commune de la province de Tarragone, en Catalogne, en Espagne, de la comarque de Baix Ebre.

## Géographie
L'Ametlla de Mar, également appelée la Cala (« la crique »), est une localité de la région du Baix Ebre (Bas Èbre), située dans la région côtière entre le « Cap de Terme » (au Nord) et le « barranc de l'Àliga » (au sud). Elle est limitée au sud par la démarcation municipale avec la ville d’El Perelló, au nord-ouest par celle de Tivissa, et au nord-est par celle de Vandellòs i l'Hospitalet de l'Infant (région du Baix Camp).
Les 14 km de littoral compris dans les limites de la localité de l'Ametlla de Mar englobent les zones résidentielles de Calafat, Sant Jordi d'Alfama, les Tres Cales et Roques Daurades. Le littoral est bordé de plages de sable blanc fin ou de petits galets.
Pour arriver à l'Ametlla de Mar : autoroute AP-7 (Sortie 39), ou voie expresse N-340 ou train (RENFE) sur la ligne Barcelone-Valence. Le train Barcelone-Tortosa s’arrête également à la gare de l'Ametlla de Mar. Depuis Barcelone, vous pouvez prendre ce train à la Estació de França, située à proximité du quartier du « Born » dans la vieille ville de Barcelone.

## Histoire
La ville a été pratiquement créée il y a deux cents ans. Des pêcheurs de Vinarós et des agriculteurs de Valls ont peuplé cette petite bourgade dont l’attrait principal est le port situé à 180 m du centre-ville. Par le passé, des affrontements entre deux groupes de pêcheurs d’opinions opposées ont provoqué des bagarres importantes au sein des familles et parmi la convivialité du village. Cela s’est reproduit durant la Guerre Civile espagnole et entraîné des morts absurdes. Aujourd’hui, la commune est tournée vers la pêche et le tourisme.

## Économie
La pêche reste l’une des principales activités de la ville. La zone portuaire de l’Ametlla de Mar possède une large flotte de bateaux de pêche qui travaillent selon différentes méthodes, comme la pêche au chalut. Elle possède également la principale flotte de thoniers de Catalogne. Le port dispose d’un club nautique de 225 amarrages.

## Lieux et monuments
Le musée traditionnel de poterie de l'Ametlla de Mar, situé dans la zone résidentielle, ou « urbanization » de Sant Jordi d'Alfama, a ouvert ses portes le 5 mai 2001. Il date à l’origine de 1992,lors de l’établissement de la fondation privée Martí-Castro. Depuis 2000, le conseil de l'Ametlla de Mar fait partie de la direction.

## Activités
Les principales fêtes de la région sont :
Le 2 février, fête de la sainte-patronne de la ville « Mare de Déu de Candelera » (vierge de la Chandeleur). À cette occasion, plusieurs événements sont organisés, notamment : procession, concerts, orchestres de rue, défilés de grosses têtes (personnages de Carnaval aux têtes gigantesques), et bien d’autres.
Le 29 juin, fête de la Saint Pierre, saint-patron des pêcheurs, promené à bord d’un bateau de pêche.
Le 29 mai, fête du « Corpus », où les habitants décorent les rues de l'Ametlla avec de grands tapis de fleurs et de feuilles représentant des motifs à même le goudron. En général, les habitants y passent une bonne partie de la nuit la veille de la fête, afin que les tapis soient prêts pour la procession des jeunes communiants qui a lieu le lendemain.

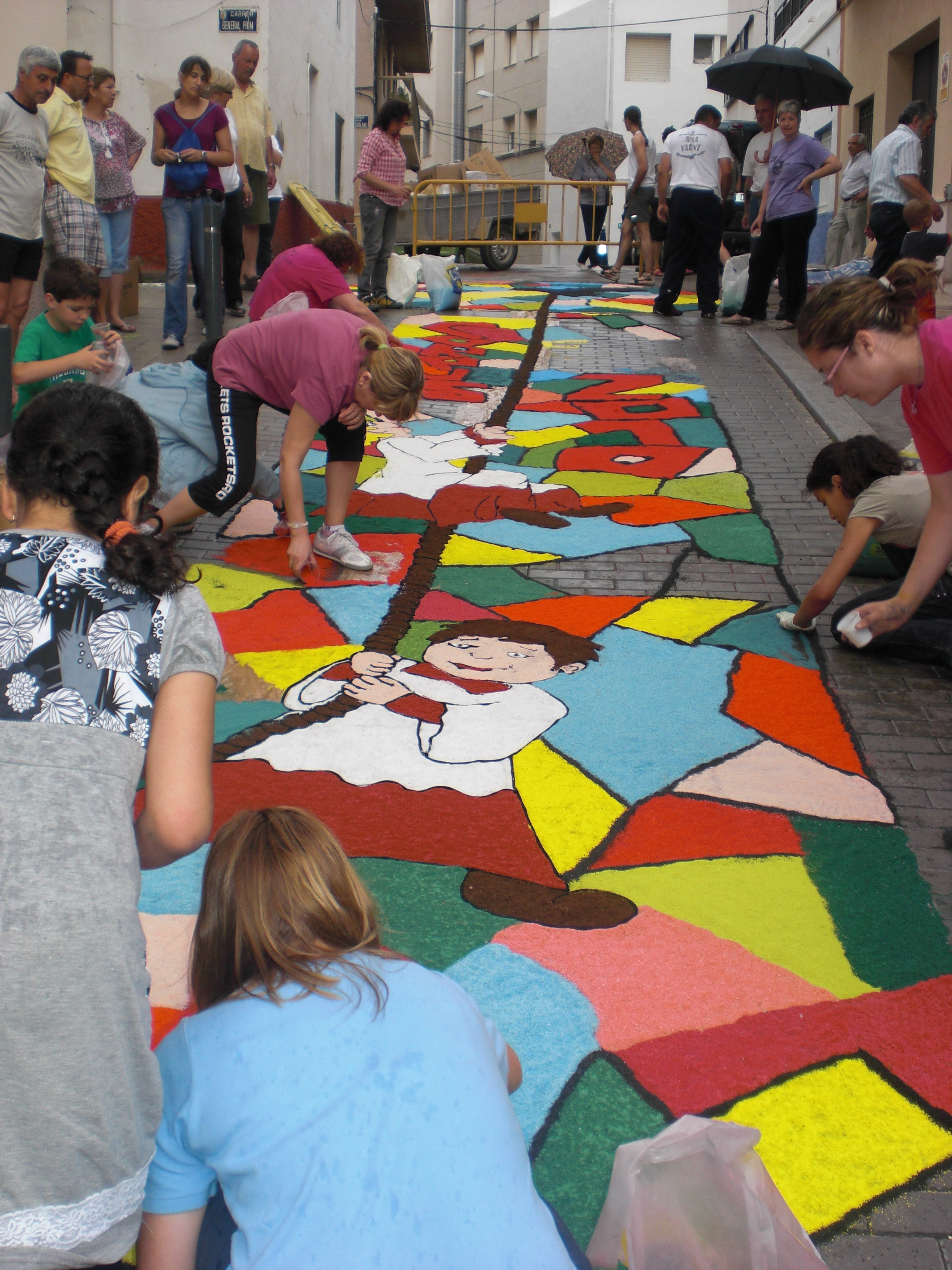
tapis de fleurs "Corpus"[http://www.ametllamar.cat/turisme/fr/le-journal/

Fête du château de Sant Jordi (auquel la zone résidentielle proche doit son nom).

## Tourisme
L'office du tourisme est situé juste à l’entrée de l'Ametlla de Mar, l’office du tourisme au design moderne (classé 1re catégorie par la Generalitat de Catalunya), propose un service clientèle et d’information touristique.
En dehors des services d’information, l’office a pour but de :
Profil des touristes (données issues de l’enquête réalisée pendant l’été 2016) Provenance des touristes : Catalogne 30 %, Espagne 29 %, France 28 %, Royaume-Uni 7 %, Benelux 4,5 %, Allemagne 4 %, autres2 %.
Actifs touristiques :
La côte

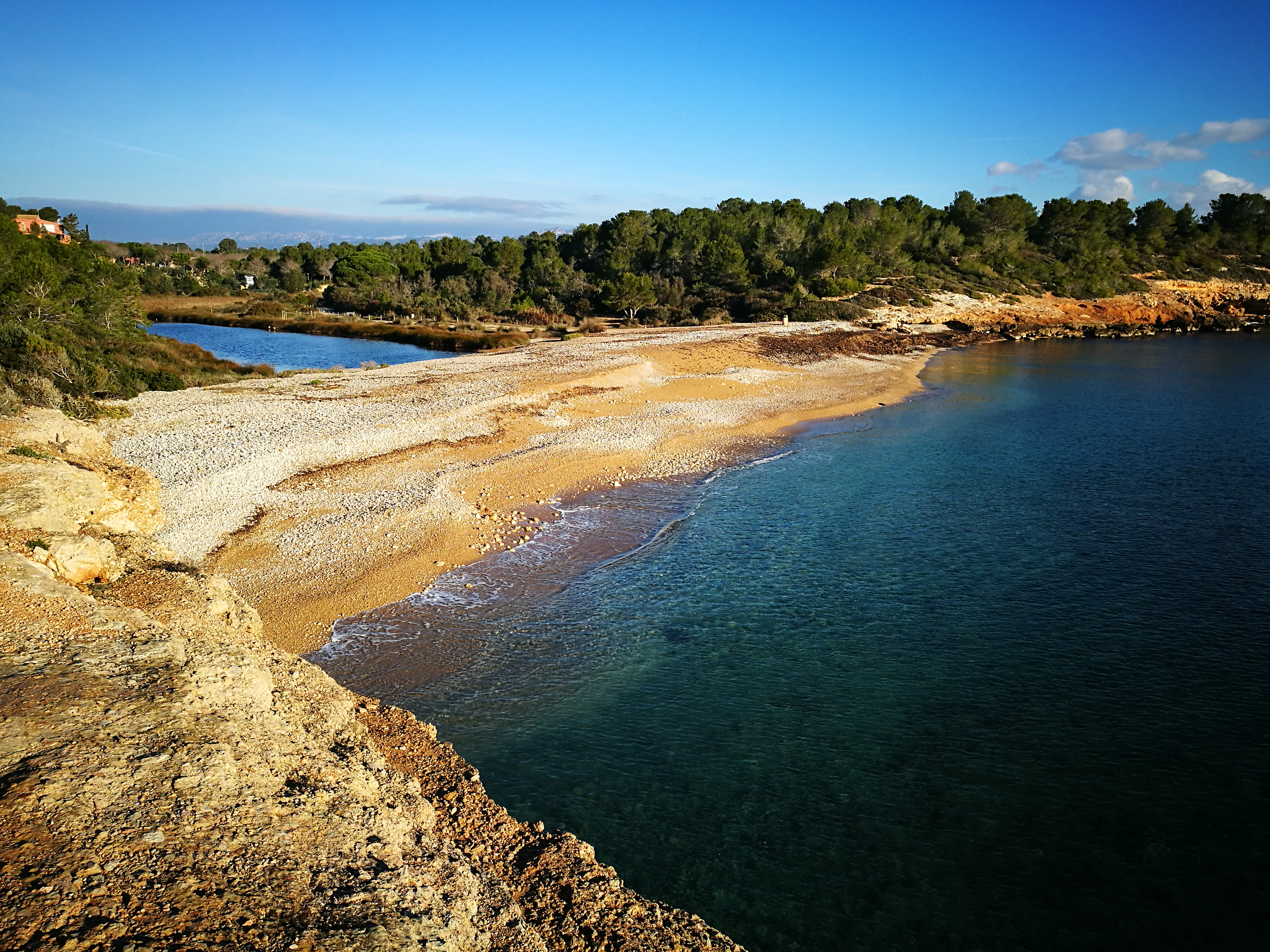
Plage "Santes Creus"[http://www.ametllamar.cat/turisme/fr/turisme/plages-et-criques/

L'Ametlla de Mar possède 16 kilomètres de littoral, une côte unique parsemée de 30 criques et plages pour tous les goûts, des plages de sable fin et blanc aux plages de galets, bordées de pins, aux eaux cristallines grâce aux énormes prairies de posidonie. L'Ametlla de Mar est la deuxième localité de Catalogne qui possède le plus de drapeaux bleus (5 plages + 1 du Club Nautique de l’Ametlla de Mar). La crique dite Torrent del Piest réservée aux fans de nudisme et celle de Bon Caponet à ceux qui souhaitent aller à la plage avec leur animal de compagnie. Certaines plages disposent d’accès adaptés aux personnes handicapées.
Tourisme actif :
L’initiative « AmetlladeMar Experience » regroupe plusieurs entreprises qui proposent un large éventail d’activités en mer Méditerranée et dans la nature proche du littoral de l’Ametlla de Mar : plongée, snorkel, vélo, kayac, croisières touristiques, locations de bateau, tuna-tour, pêche, randonnée, Circuit de Calafat, etc. L'Ametlla de Mar est en outre certifiée comme destination de tourisme sportif, certification décernée par l’Agence catalane de tourisme, et fait également partie de la station nautique de la Costa Dorada.
Gastronomie :

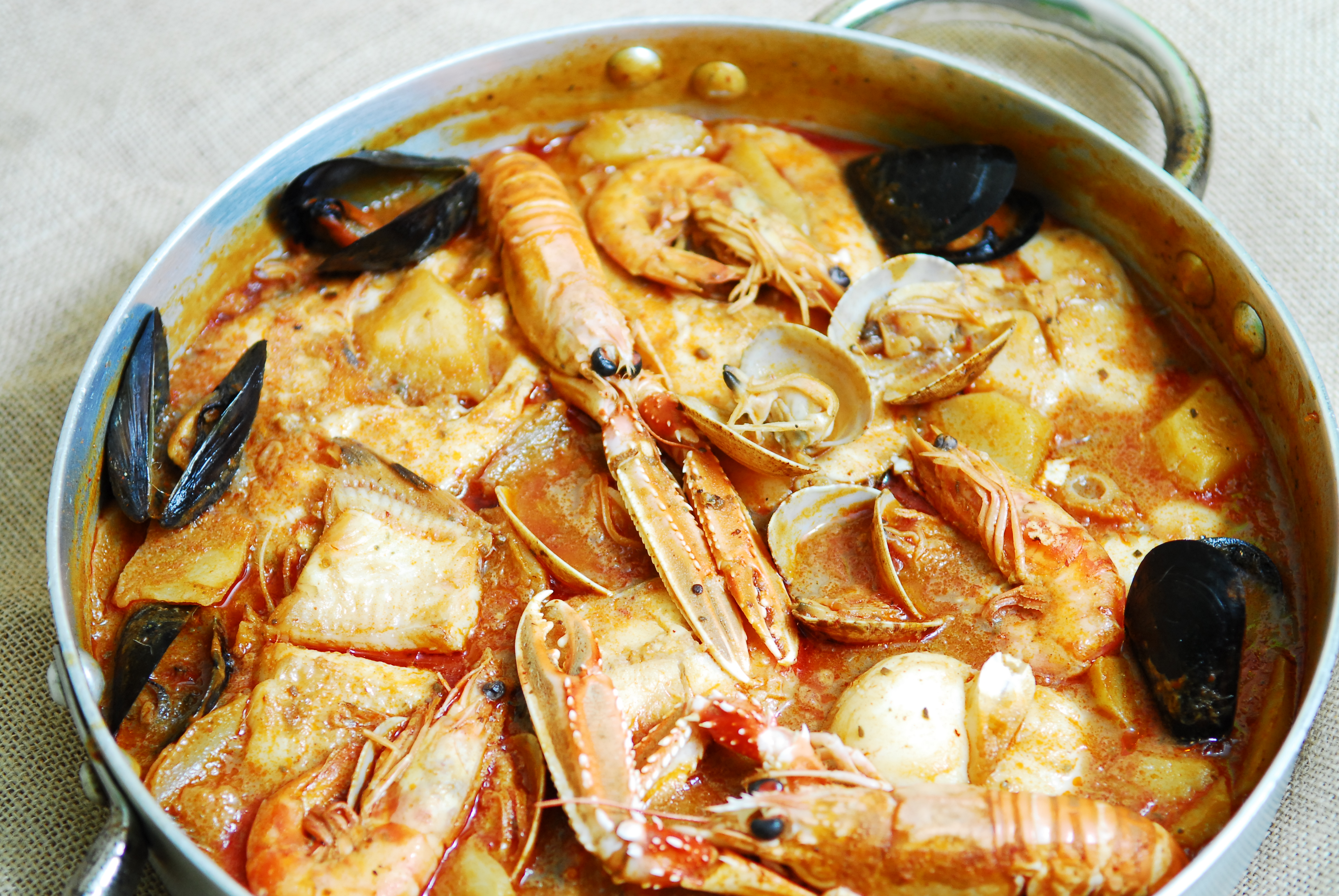
"Suquet" de poisson.

La gastronomie à base de produits de la mer est l’une des marques d’identité de l’Ametlla. La ville propose un large choix de restaurants où l’on peut déguster les plats typiques élaborés à base de poisson et de fruits de mer pêchés par la flotte maritime de la ville, vendus à la criée tous les après-midi. Pendant toute l’année, des journées gastronomiques sont organisées dans le cadre de la promotion de ces produits de qualité et de proximité : les journées de la « [null galera] », du thon rouge, du poisson bleu, du poisson de la criée, les fêtes des « fideusrossejats » et de « l’Arrossejat ». 

## Personnalités liées à la ville
- Miquel del Roig (1951-), chanteur et musicien, est né dans la ville[2].

### Liens externes

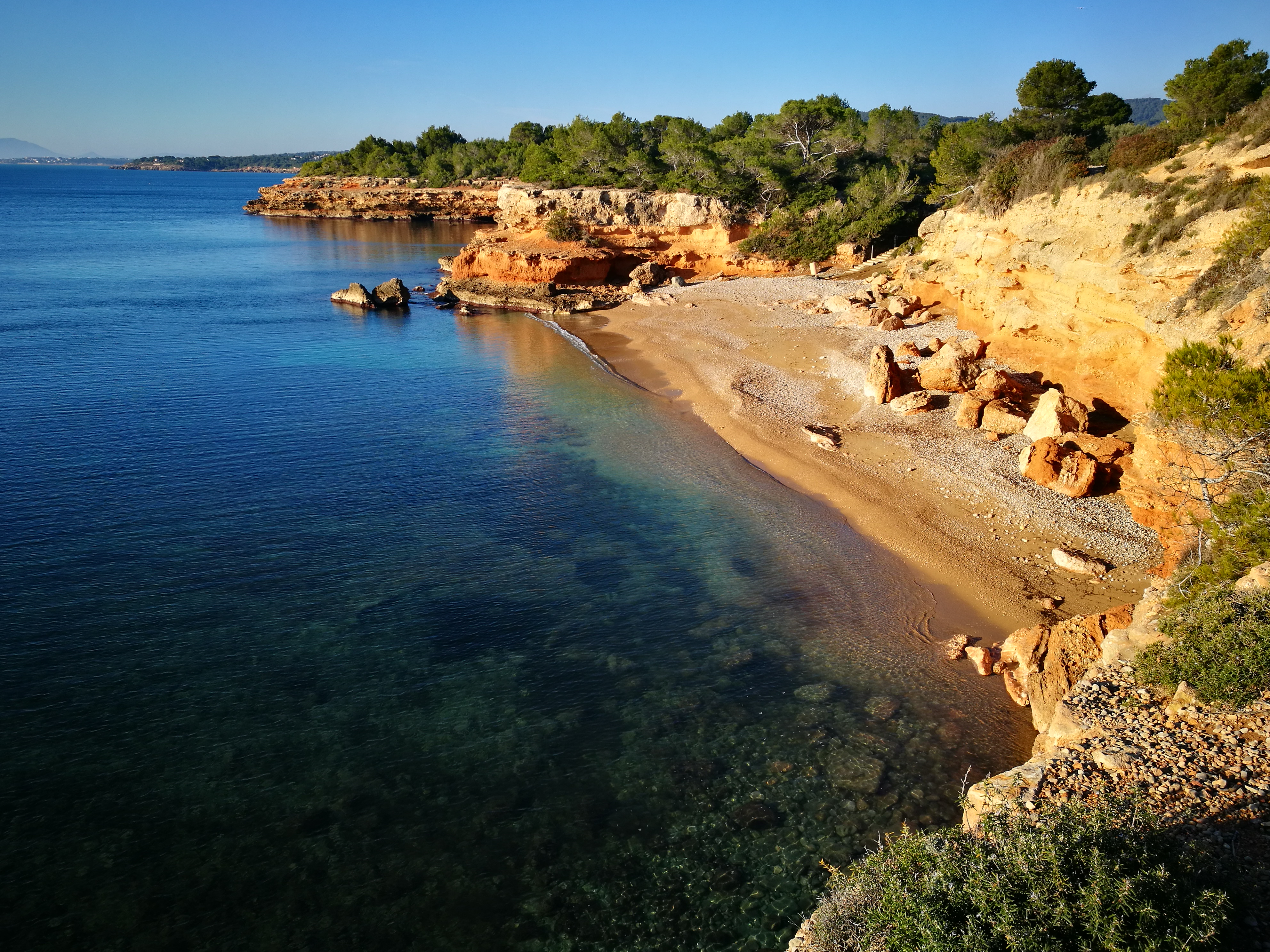
Crique "de la Llenya"